# Chromadorita pharetra
Chromadorita pharetra is een rondwormensoort uit de familie van de Chromadoridae. De wetenschappelijke naam van de soort is voor het eerst geldig gepubliceerd in 1972 door Ott.